# Dyskografia Birdmana
Dyskografia amerykańskiego rapera Birdmana, zawiera sześć solowych albumów, dwa projekty wspólnie z innymi artystami oraz listę singli.

## Albumy

### Solowe
| Rok  | Tytuł | Pozycja | Pozycja  | Pozycja  |
| Rok  | Tytuł | U.S.    | U.S. R&B | U.S. Rap |
| ---- | --- | ------- | -------- | -------- |
| 1993 | I Need a Bag of Dope - Wydany: 1993 - Wytwórnia: Cash Money - Format: kaseta                               | -       | -        | -        |
| 2002 | Birdman - Wydany: 24 listopada, 2002 - Wytwórnia: Universal - Format: CD, kaseta, LP, digital download     | 24      | 4        | *        |
| 2005 | Fast Money - Wydany: 21 czerwca, 2005 - Wytwórnia: Universal/Cash Money - Format: CD, LP, digital download | 9       | 4        | 2        |
| 2007 | 5 * Stunna - Wydany: 11 grudnia, 2007 - Wytwórnia: Cash Money - Format: CD, LP, digital download           | 18      | 3        | 2        |
| 2009 | Pricele$ - Wydany: 23 listopada, 2009 - Wytwórnia: Cash Money - Format: CD, LP, digital download           | 33      | 6        | 3        |
| 2011 | Bigger Than Life - Wydany: 2011 - Wytwórnia: Cash Money - Format: CD, LP, digital download                 | -       | -        | -        |

### Albumy wspólne
| Rok  | Tytuł                                                               | Pozycja | Pozycja  | Pozycja  | RIAA certyfikacja |
| Rok  | Tytuł                                                               | U.S.    | U.S. R&B | U.S. Rap | RIAA certyfikacja |
| ---- | ------------------------------------------------------------------- | ------- | -------- | -------- | ----------------- |
| 2006 | Like Father, Like Son (z Lil Wayne) - Wydany: 31 października, 2006 | 3       | 1        | 1        | Złoto             |
| 2012 | The H (z Rick Rossem) - Wydany: 2012                                | bd.     | bd.      | bd.      | bd.               |

## Single

### Solo
| Rok  | Utwór                                                                        | Pozycja      | Pozycja  | Pozycja  | RIAA certyfikacja | Album            |
| Rok  | Utwór                                                                        | U.S. Hot 100 | U.S. R&B | U.S. Rap | RIAA certyfikacja | Album            |
| ---- | ---------------------------------------------------------------------------- | ------------ | -------- | -------- | ----------------- | ---------------- |
| 2002 | "Do That" (featuring P. Diddy, Mannie Fresh, & Tateeze)                      | 33           | 21       | 10       | —                 | Birdman          |
| 2003 | "What Happened to That Boy" (featuring Clipse)                               | 45           | 14       | —        | —                 | Birdman          |
| 2003 | "Baby You Can Do It" (featuring Toni Braxton)                                | 92           | 30       | —        | —                 | Birdman          |
| 2004 | "Get Your Shine On" (featuring Lil Wayne)                                    | —            | 75       | —        | —                 | Fast Money       |
| 2005 | "Neck of the Woods" (featuring Lil Wayne)                                    | —            | 61       | —        | —                 | Fast Money       |
| 2007 | "Pop Bottles" (featuring Lil Wayne)                                          | 38           | 15       | 6        | platyna           | 5 * Stunna       |
| 2007 | "100 Million" (featuring DJ Khaled, Rick Ross, Dre, Young Jeezy & Lil Wayne) | 118          | 69       | —        | —                 | 5 * Stunna       |
| 2008 | "I Run This" (featuring Lil Wayne)                                           | 110          | 79       | —        | —                 | 5 * Stunna       |
| 2009 | "Always Strapped" (featuring Lil Wayne)                                      | 54           | 10       | 5        | —                 | Pricele$         |
| 2009 | "Written on Her" (featuring Jay Sean)                                        | —            | —        | 17       | —                 | Pricele$         |
| 2009 | "Money to Blow" (featuring Drake & Lil Wayne)                                | 26           | 2        | 2        | —                 | Pricele$         |
| 2009 | "4 My Town (Play Ball)" (featuring Drake & Lil Wayne)                        | 90           | 37       | 17       | —                 | Pricele$         |
| 2010 | "Loyalty" (featuring Lil Wayne & Tyga)                                       | —            | 84       | —        | —                 | Bigger Than Life |

### Wspólne single
| Rok  | Utwór                                                         | Pozycja      | Pozycja  | Pozycja  | Album                 |
| Rok  | Utwór                                                         | U.S. Hot 100 | U.S. R&B | U.S. Rap | Album                 |
| ---- | ------------------------------------------------------------- | ------------ | -------- | -------- | --------------------- |
| 2006 | "Stuntin' Like My Daddy" (z Lil Wayne)                        | 21           | 7        | 5        | Like Father, Like Son |
| 2006 | "Leather So Soft" (z Lil Wayne)                               | 118          | 41       | 16       | Like Father, Like Son |
| 2007 | "Know What I'm Doin'" (z Lil Wayne, feat. Rick Ross & T-Pain) | —            | 58       | 22       | Like Father, Like Son |
| 2007 | "You Ain’t Know" (z Lil Wayne)                                | —            | 56       | —        | Like Father, Like Son |

### Gościnnie
| Rok  | Utwór                                                                                                   | Pozycja      | Pozycja  | Pozycja  | Album                         |
| Rok  | Utwór                                                                                                   | U.S. Hot 100 | U.S. R&B | U.S. Rap | Album                         |
| ---- | --- | ------------ | -------- | -------- | ----------------------------- |
| 1999 | "Bling Bling" (B.G.] featuring Big Tymers, Lil Wayne, Juvenile & Turk)                                  | 36           | 13       | 10       | Chopper City in the Ghetto    |
| 2002 | "Bigger Business" (Swizz Beatz featuring Birdman, Jadakiss, Cassidy, Snoop Dogg, Diddy, Ron Isley & TQ) | —            | 72       | —        | Presents G.H.E.T.T.O. Stories |
| 2003 | "Hell Yeah" (Ginuwine featuring Birdman)                                                                | 17           | 16       | —        | The Senior                    |
| 2003 | "Let's Get Down" (Bow Wow featuring Birdman)                                                            | 14           | 12       | 6        | Unleashed                     |
| 2004 | "Bounce Back" (Juvenile featuring Birdman)                                                              | —            | 85       | —        | Juve the Great                |
| 2006 | "Tuck Ya Ice" (Trick Daddy featuring Birdman)                                                           | —            | 90       | —        | Back by Thug Demand           |
| 2007 | "We Takin’ Over" (DJ Khaled feat. Akon, T.I., Rick Ross, Fat Joe, Birdman, & Lil Wayne)                 | 28           | 26       | 11       | We the Best                   |
| 2007 | "I'm a G" (Lil Keke feat. Birdman)                                                                      | —            | 75       | —        | Loved by Few, Hated by Many   |
| 2008 | "Haters" (Glasses Malone feat. Lil Wayne and Birdman)                                                   | —            | —        | —        | Beach Cruiser                 |
| 2008 | "Big Baller" (Mack 10 feat. Glasses Malone and Birdman)                                                 | —            | —        | —        | Soft White                    |
| 2009 | "Sun Come Up" (Glasses Malone feat. T-Pain, Rick Ross, and Birdman)                                     | —            | 94       | —        | Beach Cruiser                 |
| 2010 | "I Made It (Cash Money Heroes)" (Kevin Rudolf feat. Birdman, Jay Sean, & Lil Wayne)                     | 21           | —        | —        | To the Sky                    |
| 2010 | "Money Talk" (St. Lunatics feat. Birdman)                                                               | —            | —        | —        | City Free                     |